# James Hay, 1. Earl of Carlisle

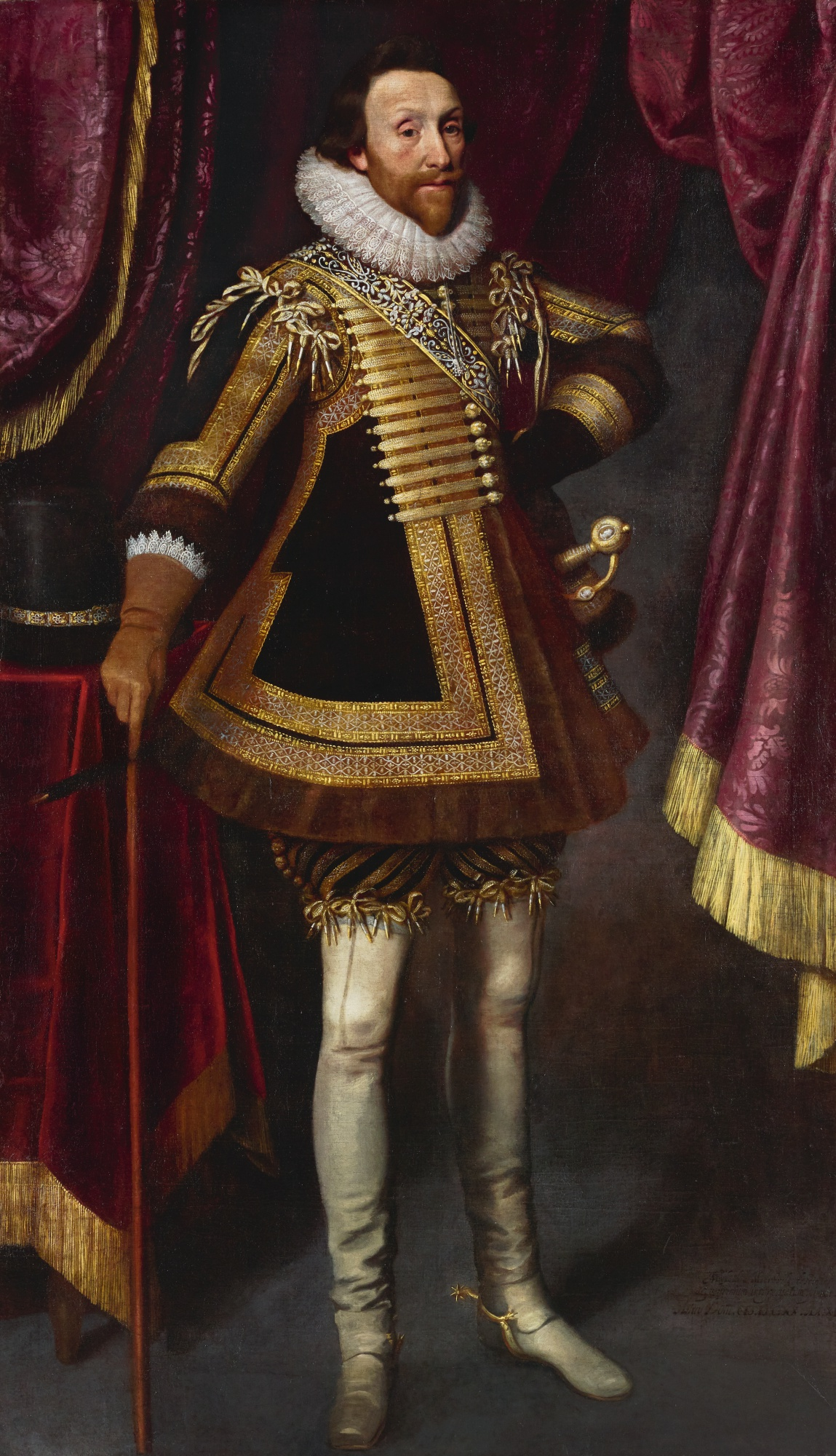
James Hay, 1. Earl of Carlisle, um 1620

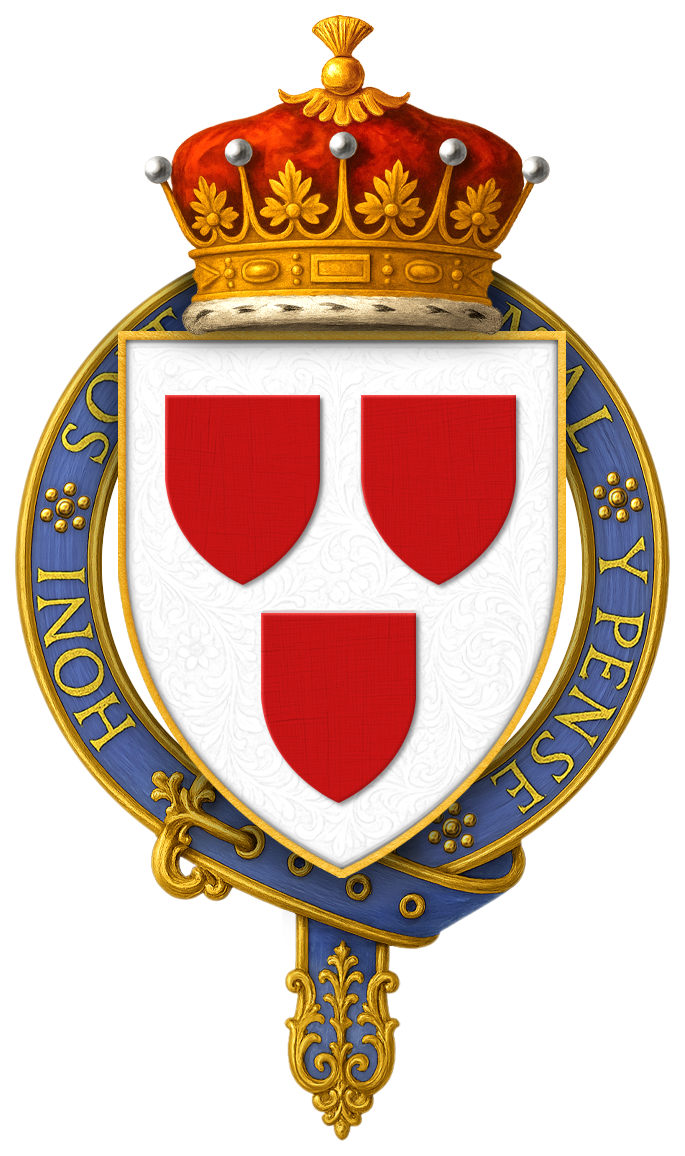
Wappen des James Hay, 1. Earl of Carlisle

James Hay, 1. Earl of Carlisle KG (* um 1580 in Schottland; † 25. April 1636 in London) war ein schottisch-englischer Adliger, Höfling, Diplomat und Kolonialproprietor.

## Leben und Karriere
Er entstammte einer Nebenlinie des Clan Hay und war der Sohn des Sir James Hay of Fingask († 1610) aus dessen Ehe mit Margaret Murray. Sein Vater war der zweite Sohn des Peter Hay, 3. Laird of Megginch. Er wurde in Frankreich ausgebildet, wo sein Onkel Edmund Hay Professor für Schottisches Recht an der Universität Douai war.
Als der schottische König Jakob VI. 1603 als Jakob I. auch König von England wurde, erhielt Hay an dessen Hof das Amt eines Gentleman of the Bedchamber, das er bis 1615 innehatte. Am 14. Mai 1604 wurde Hay offiziell als englischer Untertan naturalisiert. Am 1. Juni 1606 verlieh ihm der König den schottischen Adelstitel Lord Hay und 1608 das Hofamt eines Gentleman of the Robes, schlug ihn am 2. Juni 1610, anlässlich der Investitur des Prinzen Henry als Prince of Wales, zum Knight of the Bath und verlieh ihm 1613 das Amt des Master of the Great Wardrobe, das er bis 1618 innehatte. Am 29. Juni 1615 verlieh ihm der König den englischen Adelstitel Baron Hay, of Sawley in the County of York, und entsandte ihn von Juli bis Oktober 1616 als englischen Botschafter an den französischen und spanischen Königshof. Am 20. März 1617 nahm ihn der König in den Kronrat auf und verlieh ihm am 5. Juli 1618 den englischen Adelstitel Viscount Doncaster. Von 1619 bis 1620 reiste er als Botschafter an den Hof des römisch-deutschen Kaisers und im April 1622 erneut zum französischen Hof. Am 13. September 1622 wurde ihm der englische Adelstitel Earl of Carlisle, in the County of Cumberland, verliehen. Im Februar 1623 war er erneut als Botschafter am spanischen Königshof. Am 31. Dezember 1624 ernannte ihn König Jakob I. zum Knight Companion des Hosenbandordens; da der König wenige Monate später starb, erfolgte die feierliche Ordenseinführung erst unter dessen Nachfolger Karl I. am 13. Dezember 1625. Karl I. verlieh ihm 1626 auch das Hofamt des First Gentleman of the Bedchamber. Von April 1628 bis Oktober 1628 war er als Botschafter in Venedig. 1631 erhielt er das Hofamt des Groom of the Stole, das er bis zu seinem Tod, 1636, innehatte.
Er starb am 25. April 1636 in Whitehall, London, und wurde am 6. Mai 1636 in der St Paul’s Cathedral bestattet.

## Kolonialproprietor
Hay zeigte auch großes Interesse an den englischen Kolonien in Nordamerika und in der Karibik. Seit 1612 war er Direktor der Virginia Company sowie Patentinhaber und Ratsmitglied der Plantation von Neuengland. Hinsichtlich königlicher Konzessionen für Erschließungsversuche in der Karibik rivalisierte er mit James Ley, 1. Earl of Marlborough (den er schließlich ausbezahlte), sowie mit Philip Herbert, 1. Earl of Montgomery. Hay konnte sich schließlich durchsetzen und erhielt am 2. Juli 1627 von König Karl I. eine (frühere Konzessionen König Jakobs I. bestätigende) Belehnung als „Gouverneur aller karibischen Inseln“. Er wurde damit insbesondere Lord Proprietor der Insel Barbados, auf der Marmaduke Roydon (1583–1646), ein prominenter Londoner Kaufmann und ein Hauptgläubiger Hays, ein koloniales Plantagenunternehmen leitete.

## Ehen und Nachkommen
Am 6. Januar 1608 heiratete er in erster Ehe Lady Honora Denny († 1614), Erbtochter des Edward Denny, 1. Earl of Norwich. Mit ihr bekam er zwei Söhne, von denen der Ältere bereits kurz nach der Geburt, 1610, starb. Der Jüngere, James Hay (um 1612–1660), erbte 1636 die Adelstitel und Besitzungen seines Vaters.
Nach dem Tod seiner ersten Gattin heiratete Hay am 6. November 1617 Tod in zweiter Ehe Lady Lucy Percy (um 1600–1660), Tochter des Henry Percy, 3. Earl of Northumberland. Die Eheschließung erfolgte in Anwesenheit des Königs, allerdings ohne Zustimmung des Brautvaters. Mit ihr hatte er einen Sohn, der aber ebenfalls kurz nach der Geburt starb.